# Chiesa di San Lorenzo (Arco, Italia)
La chiesa di San Lorenzo è una chiesa conventuale che si trova nella frazione di Mogno sulla destra del Sarca in direzione della frazione di San Martino nel comune di Arco in Trentino. Appartiene alla zona pastorale di Riva e Ledro dell'arcidiocesi di Trento e risale al XVI secolo. Conserva opere attribuite a Paolo Farinati e a Giuseppe Craffonara.

## Storia

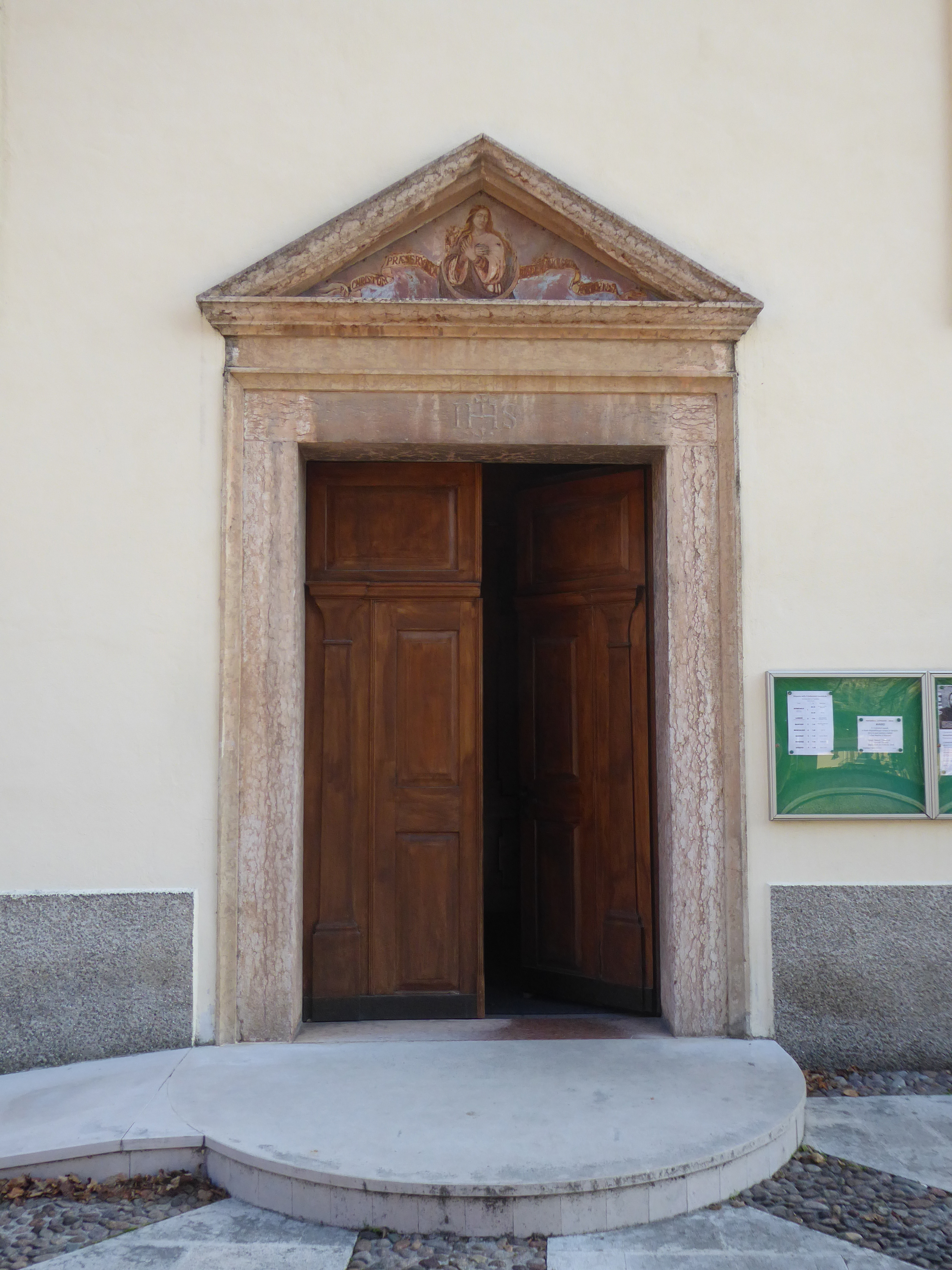
Portale di accesso con frontone timpanato affrescato.

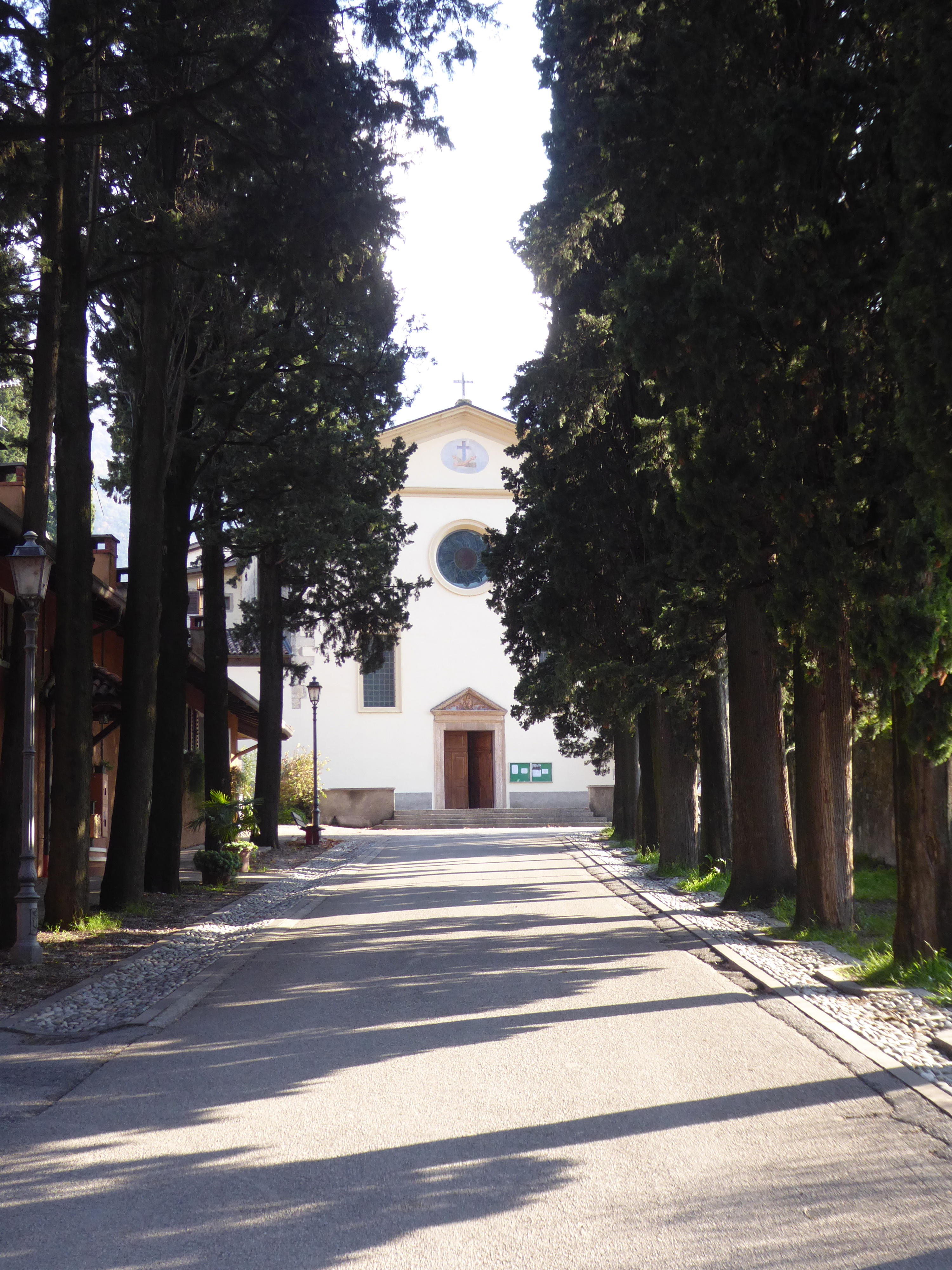
Viale di accesso alla chiesa di San Lorenzo

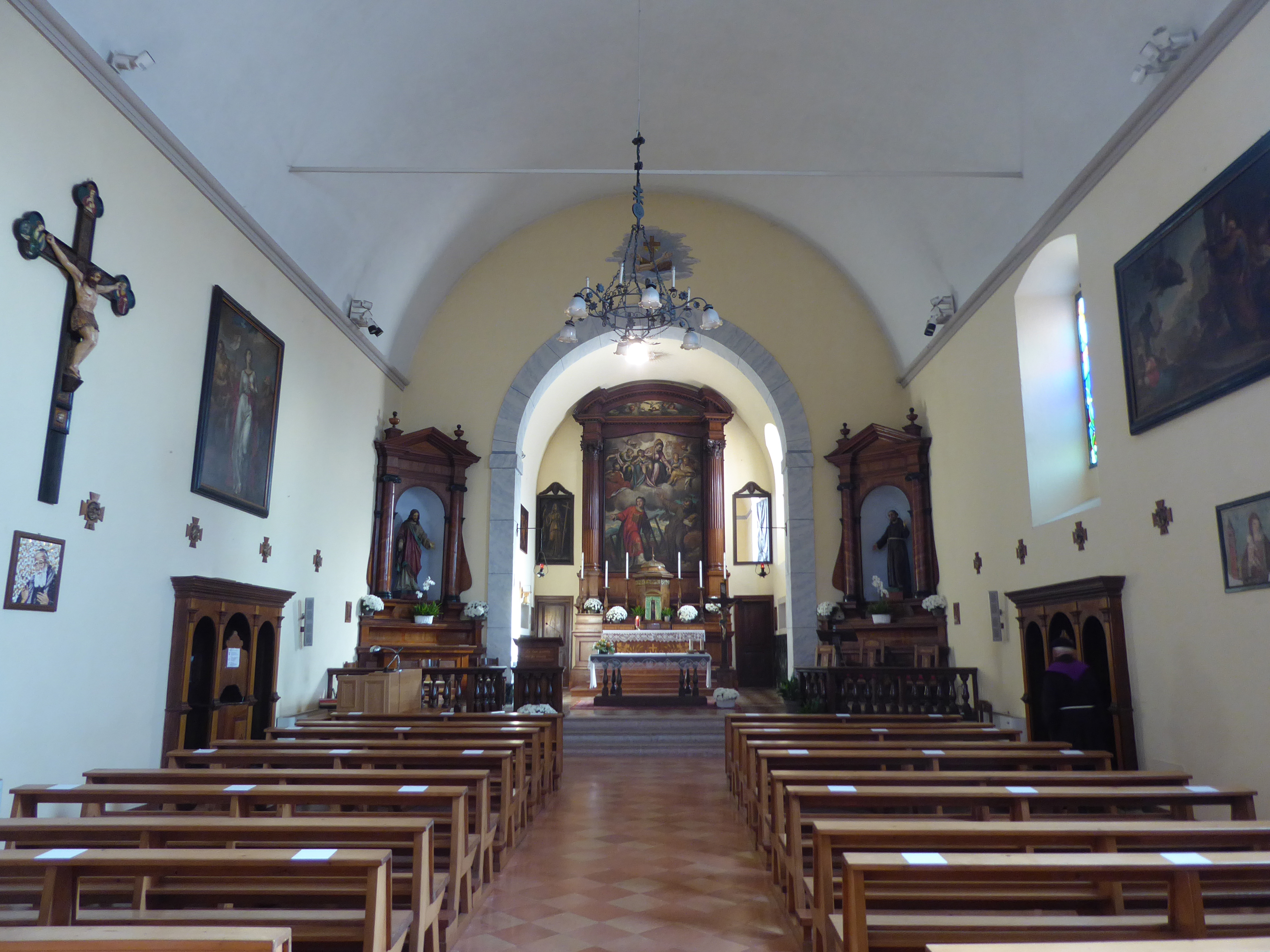
Interno della sala

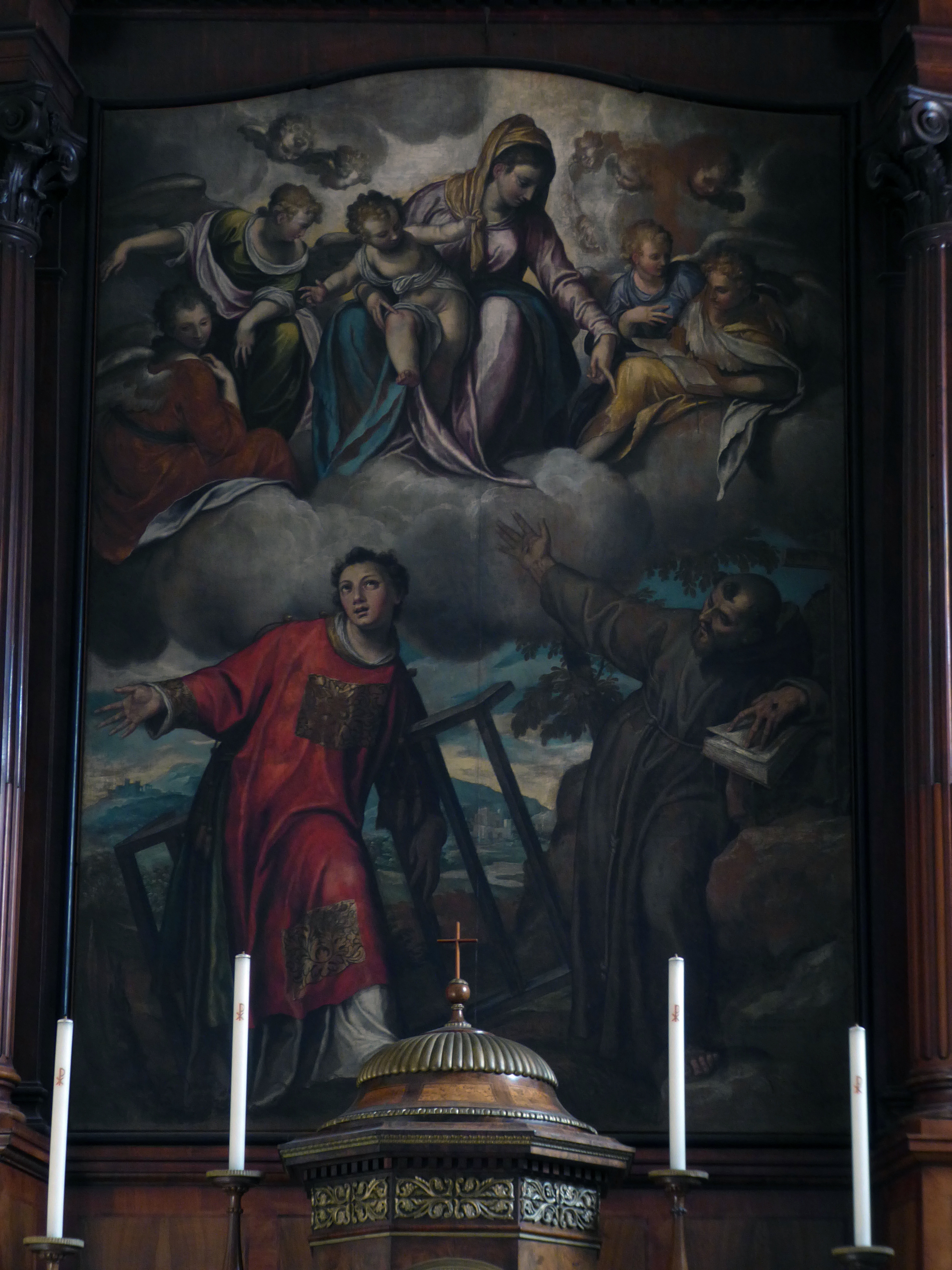
Pala dell'altare maggiore che raffigura San Lorenzo, opera di Paolo Farinati

Un'antica chiesa con dedicazione a San Lorenzo era presente già nel XV secolo ed era un priorato alle dipendenze della collegiata dell'Assunta. Nel priorato erano compresi la chiesa di Sant'Apollinare ad Arco, la chiesa dei Santi Giacomo e Silvestro con un romitaggio sulle pendici del monte Velo e la piccola chiesa in località Troiana, sempre dedicata a San Lorenzo.
L'antico edificio rimase in uso almeno sino al 1580, quando il conte Sigismondo d'Arco ottenne dall'arciduca d'Austria e conte del Tirolo Ferdinando II d'Austria l'autorizzazione alla costruzione di un convento per i padri cappuccini ad Arco presso la chiesa. I lavori iniziarono nel 1585 e si conclusero nel 1593 con la costruzione di una nuova chiesa conventuale sempre con dedicazione a San Lorenzo. L'edificio precedente lentamente cadde in rovina ma sino al 1750 risultò ancora presente. La solenne consacrazione del nuovo luogo di culto venne celebrata il 25 marzo 1593.
Il convento legato alla chiesa venne soppresso dalle disposizioni di Giuseppe II d'Asburgo-Lorena nel 1787 ed i frati dovettero provvisoriamente abbandonarlo sino al 13 ottobre 1800, quando i cappuccini poterono tornare ad Arco, il convento riaperto e la chiesa nuovamente ammessa al culto. Nel 1810 nuove disposizioni imperiali soppressero il convento per la seconda volta ma già sei anni dopo i frati furono ancora una volta autorizzati a tornare.
Attorno alla metà del XIX secolo l'edificio venne ristrutturato e subito dopo ampliato con l'erezione di una cappella laterale dedicata alla Madonna. Nel 1916, quando era in corso il primo conflitto mondiale, convento e chiesa vennero seriamente danneggiati. Le ricostruzioni vennero realizzate nel primo dopoguerra.

## Descrizione

### Esterni
L'edificio si trova su un rilievo al limitare tra le frazioni di Mogno e San Martino, nella parte oltresarca a nord di Arco. Il suo orientamento è tradizionalmente verso est. Il prospetto principale e classicheggiante con un grande frontone triangolare. Il portale principale è architravato e sovrastato, in asse, dal grande oculo. Sulla facciata vi sono anche due grandi finestre che portano luce alla sala. Finestre e portale si concludono in alto col motivo del frontone.

### Interni
La navata interna è unica con una cappella laterale a sinistra. Il presbiterio è leggermente rialzato. Sia la sala sia il presbiterio hanno la volta a botte.

### Aspetti artistici e storici
La pala dell'altare maggiore che raffigura San Lorenzo è opera settecentesca dell'artista veronese Paolo Farinati. La Via Crucis e il Gesù nell'orto che si trova sul tabernacolo sono opera del pittore rivano Giuseppe Craffonara. Sono inoltre conservate nella sagrestia e nel refettorio del convento dipinti di Arsenio Muscanio ed altri.